# クーペ・フィアット
クーペ・フィアット（Coupe Fiat ）は、イタリアの自動車会社フィアットが製造、販売したクーペ型の乗用車である。

## 概要
4人乗りのスタイリッシュな前輪駆動のクーペで、1994年より生産開始。
外観デザインは、フィアット・チェントロ・スティーレ（フィアット社内デザインセンター）とピニンファリーナが争った結果、チェントロ・スティーレに在籍していたアメリカ人デザイナークリス・バングルのデザインが採用された。後にBMWで先鋭的なデザインを発表しているバングルの手法はここでも現れており、ホイールアーチ上部に走った大胆なキャラクターラインが特徴。
ピニンファリーナは内装デザインを手がけている。外装色と同色のラインが入った内装が特徴的である。
日本国内でもエモーショナルなデザインが評価され、1995年度グッドデザイン賞金賞を受賞した。
プラットフォームはフィアット・ティーポのものを流用。アルファロメオ・145、155、GTV、ランチア・デドラは同一プラットフォームである。
ボディサイズは、全長4,250mm×全幅1,766mm×全高1,340mm、ホイールベース2,540mm。
エンジンはランチア・デルタインテグラーレに積まれていた4気筒2リッターDOHCターボエンジン（通称ランプレディユニット）と4気筒2リッターDOHCエンジン。ターボエンジンモデルにはビスコドライブというビスカス式LSDが搭載された。初期型は16Vと呼称される。その後マイナーチェンジを実施し、5気筒エンジンに換装（スーパーファイアユニット）。ドライバビリティとパワーを向上させた、20Vへと進化し、ブレンボ製のブレーキキャリパーも備える。
さらに特別仕様車リミテッドエディションにはスパルコ製ストラットタワーバーや、エンジンスターターボタン、レカロ製スポーツシート、専用エアロパーツを採用するなど、「走り」を意識させる演出が随所に見られた。その後ターボプラスを経て2001年に生産を終了した。
日本に輸入されたのはターボモデルのみで「じゃじゃ馬」的と称されることが多いが、室内は前後左右方向ともに広めである。
20Vはデビュー当時、市販される前輪駆動車の中では最速と目されていた。前軸荷重が大きいため、タイトなコーナリングは得意としない。
トランスミッションは、5速MT、リミテッドエディションとターボプラスは6速MTである。